# Кенет Д. Камерон
Кенет Доналд Камерон (енгл. Kenneth Donald Cameron; Кливленд, 29. новембар 1949) бивши је амерички астронаут, инжењер и опитни пилот.

## Биографија
Служио је и као официр у Маринском корпусу Сједињених Држава. Најпре у пешадији током Вијетнамског рата, а након завршене летачке обуке 1973. године постао је борбени пилот, од 1983. и опитни пилот по завршетку елитне школе за опитне пилоте при Америчкој ратној морнарици у Пакс Риверу, Мериленд. Имао је чин пуковника. У свемир је летео три пута на Спејс-шатлу (СТС-37, СТС-56 и СТС-74), након селекције 1984. године. Провео је 23 дана у свемиру.
Забележио је преко 4.000 часова лета на 48 типова летелица.
Током каријере је доста сарађивао са Русијом и добар је познавалац руског језика. Камерон је у младости био члан Младих извиђача САД и имао је чин Star Scout. По напуштању НАСА, био је ангажован у неколико компанија, а радио је и у Шведској, за САБ, где је међу колегама био популаран као "Кале комета". Члан је неколико кућа славних и носилац бројних друштвених признања, цивилних и војних одликовања. Ожењен је, и има двоје деце.
Дипломирао је и магистрирао као инжењер ваздухопловства на Масачусетском технолошком институту 1978. и 1979. године, а 2002. је стекао диплому мастера пословне администрације са Државног универзитета Мичиген.

## Галерија
- Кенет Камерон (доле, лево) са колегама са Спејс-шатл мисије СТС-27, 1991. године
- Кенет Камерон (доле, десно) са колегама са Спејс-шатл мисије СТС-56, 1993. године
- Кенет Камерон (доле, десно) са колегама са Спејс-шатл мисије СТС-74, 1995. године
- Кенет Камерон, 2008. године